# Chefe do Estado-Maior da Armada (Portugal)
O Chefe do Estado-Maior da Armada (CEMA) é o comandante da Marinha Portuguesa e, por inerência, a Autoridade Marítima Nacional de Portugal. Sendo o atual CEMA o Almirante Jorge Nobre de Sousa. Além disso, o CEMA é responsável por dirigir o Serviço de Busca e Salvamento Marítimo. O cargo de CEMA é desempenhado por um almirante.
O CEMA é coadjuvado pelo Vice-Chefe do Estado-Maior da Armada (VCEMA) que exerce a função de 2º comandante da Marinha. O VCEMA é um vice-almirante hierarquicamente superior a todos os restantes vice-almirantes em serviço na Marinha. Cabe também ao VCEMA dirigir o Estado-Maior da Armada, sendo, nessa função, coadjuvado pelo Subchefe do Estado-Maior da Armada (SUBCEMA), que é um contra-almirante.

## Competências do CEMA
Como comandante da Marinha, o CEMA é o principal colaborador do ministro da Defesa Nacional e do Chefe do Estado-Maior General das Forças Armadas (CEMGFA) no que diz respeito à Marinha, participa nos orgãos de conselho das Forças Armadas, integra a estrutura de comando operacional das Forças Armadas - em situações não decorrentes da guerra - como comandante subordinado ao CEMGFA, é responsável pelo cumprimento das missões específicas da Marinha e compete-lhe definir a organização interna das unidades, estabelecimentos e orgãos da Marinha.
Como Autoridade Marítima Nacional, o CEMA é a entidade responsável pela coordenação das ações, de âmbito nacional, a executar pela Marinha e pela Direção-Geral de Autoridade Marítima na área de jurisdição e no quadro do Sistema de Autoridade Marítima.

## Lista de Chefe do Estado-Maior da Armada
| Segunda República (1926–1974)      | Segunda República (1926–1974) | Segunda República (1926–1974)                                              | Segunda República (1926–1974)                           | Segunda República (1926–1974) | Segunda República (1926–1974) | Segunda República (1926–1974) | Segunda República (1926–1974)         |
| #                                  | Nome (Nascimento–Morte)       | Nome (Nascimento–Morte)                                                    | Mandato                                                 | Mandato                       | Mandato                       | Ministro da Marinha           | Comandante Supremo das Forças Armadas |
| #                                  | Nome (Nascimento–Morte)       | Nome (Nascimento–Morte)                                                    | Início do mandato                                       | Fim do mandato                | Tempo no cargo                | Ministro da Marinha           | Comandante Supremo das Forças Armadas |
| ---------------------------------- | ----------------------------- | -------------------------------------------------------------------------- | ------------------------------------------------------- | ----------------------------- | ----------------------------- | ----------------------------- | ------------------------------------- |
| 1                                  |                               | Vice Almirante José Augusto Guerreiro de Brito (1895–1973)                 | 22 de novembro de 1955                                  | 28 outubro de 1960            | 4 anos, 341 dias              | Américo Thomaz                | Craveiro Lopes                        |
| 1                                  | Mendonça Dias                 | Vice Almirante José Augusto Guerreiro de Brito (1895–1973)                 | 22 de novembro de 1955                                  | 28 outubro de 1960            | 4 anos, 341 dias              | Américo Thomaz                |                                       |
| 2                                  | Mendonça Dias                 |                                                                            | Vice Almirante Joaquim Sancho de Sousa Uva (1897–1980)  | 24 de novembro de 1960        | 8 de janeiro de 1963          | Américo Thomaz                | 2 anos, 45 dias                       |
| 3                                  | Mendonça Dias                 |                                                                            | Almirante Armando Júlio de Reboredo e Silva (1903-1987) | 9 de janeiro de 1963          | 10 de janeiro de 1970         | Américo Thomaz                | 7 anos, 1 dia                         |
| 4                                  |                               | Vice Almirante Fernando Eduardo Pinto de Ornelas e Vasconcelos (1908-1994) | 11 de janeiro de 1970                                   | 13 de junho de 1973           | 3 anos, 153 dias              | Américo Thomaz                | Pereira Crespo                        |
| 5                                  |                               | Vice-Almirante Eugénio Ferreira de Almeida (1911-?)                        | 14 de junho de 1973                                     | 24 de abril de 1974           | 314 dias                      | Américo Thomaz                | Pereira Crespo                        |
| Terceira República (1974–presente) |                               |                                                                            |                                                         |                               |                               |                               |                                       |
| #                                  | Nome (Nascimento–Morte)       | Nome (Nascimento–Morte)                                                    | Mandato                                                 | Mandato                       | Mandato                       | Ministro da Defesa            | Comandante Supremo das Forças Armadas |
| #                                  | Nome (Nascimento–Morte)       | Nome (Nascimento–Morte)                                                    | Início do mandato                                       | Fim do mandato                | Tempo no cargo                | Ministro da Defesa            | Comandante Supremo das Forças Armadas |
| 6                                  |                               | Almirante José Baptista Pinheiro Azevedo (1917-1983)                       | 26 de abril de 1974                                     | 28 de novembro de 1975        | 1 ano, 216 dias               | Junta de Salvação Nacional    | Junta de Salvação Nacional            |
| 6                                  | Firmino Miguel                | Almirante José Baptista Pinheiro Azevedo (1917-1983)                       | 26 de abril de 1974                                     | 28 de novembro de 1975        | 1 ano, 216 dias               | António de Spínola            |                                       |
| 6                                  | Vítor Alves                   | Almirante José Baptista Pinheiro Azevedo (1917-1983)                       | 26 de abril de 1974                                     | 28 de novembro de 1975        | 1 ano, 216 dias               | Costa Gomes                   |                                       |
| 6                                  | Silvano Ribeiro               | Almirante José Baptista Pinheiro Azevedo (1917-1983)                       | 26 de abril de 1974                                     | 28 de novembro de 1975        | 1 ano, 216 dias               | Costa Gomes                   |                                       |
| 6                                  | Pinheiro Azevedo              | Almirante José Baptista Pinheiro Azevedo (1917-1983)                       | 26 de abril de 1974                                     | 28 de novembro de 1975        | 1 ano, 216 dias               | Costa Gomes                   |                                       |
| 7                                  |                               | Almirante Augusto Souto Silva Cruz (1917-1995)                             | 29 de novembro de 1975                                  | 08 de outubro de 1978         | 2 anos, 313 dias              | Costa Gomes                   |                                       |
| 7                                  | Firmino Miguel                | Almirante Augusto Souto Silva Cruz (1917-1995)                             | 29 de novembro de 1975                                  | 08 de outubro de 1978         | 2 anos, 313 dias              | Ramalho Eanes                 |                                       |
| 8                                  | Firmino Miguel                |                                                                            | Almirante António Egídio de Sousa Leitão (?-2000)       | 9 de outubro de 1978          | 21 de novembro de 1987        | Ramalho Eanes                 | 9 anos, 43 dias                       |
| 8                                  | Loureiro dos Santos           |                                                                            | Almirante António Egídio de Sousa Leitão (?-2000)       | 9 de outubro de 1978          | 21 de novembro de 1987        | Ramalho Eanes                 | 9 anos, 43 dias                       |
| 8                                  | Amaro da Costa                |                                                                            | Almirante António Egídio de Sousa Leitão (?-2000)       | 9 de outubro de 1978          | 21 de novembro de 1987        | Ramalho Eanes                 | 9 anos, 43 dias                       |
| 8                                  | Azevedo Coutinho              |                                                                            | Almirante António Egídio de Sousa Leitão (?-2000)       | 9 de outubro de 1978          | 21 de novembro de 1987        | Ramalho Eanes                 | 9 anos, 43 dias                       |
| 8                                  | Freitas do Amaral             |                                                                            | Almirante António Egídio de Sousa Leitão (?-2000)       | 9 de outubro de 1978          | 21 de novembro de 1987        | Ramalho Eanes                 | 9 anos, 43 dias                       |
| 8                                  | Bayão Horta                   |                                                                            | Almirante António Egídio de Sousa Leitão (?-2000)       | 9 de outubro de 1978          | 21 de novembro de 1987        | Ramalho Eanes                 | 9 anos, 43 dias                       |
| 8                                  | Mota Pinto                    |                                                                            | Almirante António Egídio de Sousa Leitão (?-2000)       | 9 de outubro de 1978          | 21 de novembro de 1987        | Ramalho Eanes                 | 9 anos, 43 dias                       |
| 8                                  | Rui Machete                   |                                                                            | Almirante António Egídio de Sousa Leitão (?-2000)       | 9 de outubro de 1978          | 21 de novembro de 1987        | Ramalho Eanes                 | 9 anos, 43 dias                       |
| 8                                  | Ribeiro de Almeida            |                                                                            | Almirante António Egídio de Sousa Leitão (?-2000)       | 9 de outubro de 1978          | 21 de novembro de 1987        | Ramalho Eanes                 | 9 anos, 43 dias                       |
| 8                                  | Mário Soares                  |                                                                            | Almirante António Egídio de Sousa Leitão (?-2000)       | 9 de outubro de 1978          | 21 de novembro de 1987        |                               | 9 anos, 43 dias                       |
| 8                                  | Eurico de Melo                |                                                                            | Almirante António Egídio de Sousa Leitão (?-2000)       | 9 de outubro de 1978          | 21 de novembro de 1987        |                               | 9 anos, 43 dias                       |
| 9                                  |                               | Almirante António Manuel da Cunha Esteves Andrade e Silva (1931-2008)      | 18 de janeiro de 1988                                   | 3 de março de 1991            | 3 anos, 44 dias               |                               |                                       |
| 9                                  | Carlos Brito                  | Almirante António Manuel da Cunha Esteves Andrade e Silva (1931-2008)      | 18 de janeiro de 1988                                   | 3 de março de 1991            | 3 anos, 44 dias               |                               |                                       |
| 9                                  | Fernando Nogueira             | Almirante António Manuel da Cunha Esteves Andrade e Silva (1931-2008)      | 18 de janeiro de 1988                                   | 3 de março de 1991            | 3 anos, 44 dias               |                               |                                       |
| 10                                 |                               | Almirante António Carlos Fuzeta da Ponte (1934-)                           | 4 de março de 1991                                      | 21 de fevereiro de 1994       | 2 anos, 170 dias              |                               |                                       |
| 11                                 |                               | Almirante João Ribeiro Pacheco (1934-2023)                                 | 28 de março de 1994                                     | 1 de abril de 1997            | 3 anos, 4 dias                |                               |                                       |
| 11                                 | Figueiredo Lopes              | Almirante João Ribeiro Pacheco (1934-2023)                                 | 28 de março de 1994                                     | 1 de abril de 1997            | 3 anos, 4 dias                |                               |                                       |
| 11                                 | António Vitorino              | Almirante João Ribeiro Pacheco (1934-2023)                                 | 28 de março de 1994                                     | 1 de abril de 1997            | 3 anos, 4 dias                |                               |                                       |
| 11                                 | Jorge Sampaio                 | Almirante João Ribeiro Pacheco (1934-2023)                                 | 28 de março de 1994                                     | 1 de abril de 1997            | 3 anos, 4 dias                |                               |                                       |
| 12                                 |                               | Almirante Nuno Gonçalo Vieira Matias (1939-2020)                           | 2 de abril de 1997                                      | 2 de abril de 2002            | 5 anos, 0 dias                |                               |                                       |
| 12                                 | Veiga Simão                   | Almirante Nuno Gonçalo Vieira Matias (1939-2020)                           | 2 de abril de 1997                                      | 2 de abril de 2002            | 5 anos, 0 dias                |                               |                                       |
| 12                                 | Jaime Gama                    | Almirante Nuno Gonçalo Vieira Matias (1939-2020)                           | 2 de abril de 1997                                      | 2 de abril de 2002            | 5 anos, 0 dias                |                               |                                       |
| 12                                 | Castro Caldas                 | Almirante Nuno Gonçalo Vieira Matias (1939-2020)                           | 2 de abril de 1997                                      | 2 de abril de 2002            | 5 anos, 0 dias                |                               |                                       |
| 12                                 | Rui Pena                      | Almirante Nuno Gonçalo Vieira Matias (1939-2020)                           | 2 de abril de 1997                                      | 2 de abril de 2002            | 5 anos, 0 dias                |                               |                                       |
| 13                                 |                               | Almirante José Manuel Garcia Mendes Cabeçadas (1943-)                      | 7 de maio de 2002                                       | 4 de novembro de 2002         | 181 dias                      | Paulo Portas                  |                                       |
| 14                                 |                               | Almirante Francisco António Torres Vidal (1944-)                           | 25 de novembro de 2002                                  | 24 de novembro de 2005        | 2 anos, 364 dias              | Paulo Portas                  |                                       |
| 15                                 |                               | Almirante Fernando José Ribeiro de Melo Gomes (?-)                         | 28 de novembro de 2005                                  | 28 de novembro de 2010        | 5 anos, 0 dias                | Luís Amado                    |                                       |
| 15                                 | Cavaco Silva                  | Almirante Fernando José Ribeiro de Melo Gomes (?-)                         | 28 de novembro de 2005                                  | 28 de novembro de 2010        | 5 anos, 0 dias                | Luís Amado                    |                                       |
| 15                                 | Severiano Teixeira            | Almirante Fernando José Ribeiro de Melo Gomes (?-)                         | 28 de novembro de 2005                                  | 28 de novembro de 2010        | 5 anos, 0 dias                |                               |                                       |
| 15                                 | Santos Silva                  | Almirante Fernando José Ribeiro de Melo Gomes (?-)                         | 28 de novembro de 2005                                  | 28 de novembro de 2010        | 5 anos, 0 dias                |                               |                                       |
| 16                                 |                               | Almirante José Saldanha Lopes (1949-)                                      | 30 de novembro de 2010                                  | 28 de novembro de 2013        | 2 anos, 363 dias              |                               |                                       |
| 16                                 | Aguiar-Branco                 | Almirante José Saldanha Lopes (1949-)                                      | 30 de novembro de 2010                                  | 28 de novembro de 2013        | 2 anos, 363 dias              |                               |                                       |
| 17                                 |                               | Almirante Luís Manuel Fourneaux Macieira Fragoso (1953-)                   | 9 de dezembro de 2013                                   | 9 de dezembro de 2016         | 3 anos, 0 dias                |                               |                                       |
| 18                                 |                               | Almirante António Manuel Fernandes da Silva Ribeiro (1957-)                | 10 de dezembro de 2016                                  | 28 de fevereiro de 2018       | 1 ano, 80 dias                | Azeredo Lopes                 | Marcelo Rebelo de Sousa               |
| 19                                 |                               | Almirante António Maria Mendes Calado (1957-)                              | 1 de março de 2018                                      | 27 de dezembro de 2021        | 3 anos, 301 dias              | Azeredo Lopes                 | Marcelo Rebelo de Sousa               |
| 19                                 | Gomes Cravinho                | Almirante António Maria Mendes Calado (1957-)                              | 1 de março de 2018                                      | 27 de dezembro de 2021        | 3 anos, 301 dias              |                               | Marcelo Rebelo de Sousa               |
| 20                                 |                               | Almirante Henrique Eduardo Passaláqua de Gouveia e Melo (1960-)            | 27 de dezembro de 2021                                  | 27 de dezembro de 2024        | 3 anos, 0 dias                |                               | Marcelo Rebelo de Sousa               |
| 20                                 | Helena Carreiras              | Almirante Henrique Eduardo Passaláqua de Gouveia e Melo (1960-)            | 27 de dezembro de 2021                                  | 27 de dezembro de 2024        | 3 anos, 0 dias                |                               | Marcelo Rebelo de Sousa               |
| 20                                 | Nuno Melo                     | Almirante Henrique Eduardo Passaláqua de Gouveia e Melo (1960-)            | 27 de dezembro de 2021                                  | 27 de dezembro de 2024        | 3 anos, 0 dias                |                               | Marcelo Rebelo de Sousa               |
| 21                                 |                               | Almirante Jorge Manuel Nobre de Sousa (1963-)                              | 27 de dezembro de 2024                                  | Incumbente                    | 146 dias                      |                               | Marcelo Rebelo de Sousa               |